# 愛媛県立みなら特別支援学校
愛媛県立みなら特別支援学校（えひめけんりつ みならとくべつしえんがっこう）は、愛媛県東温市見奈良にある公立特別支援学校。生徒数は約400名。

## 学部
- 小学部
- 中学部
- 高等部
- 訪問教育

## 沿革
- 1961年 - 日野学園開設
- 1973年 - 愛媛県立第三養護学校開校（小学部・中学部）
- 1975年 - 高等部普通科設置
- 1979年 - 日野学園分校設置（小学部・中学部）、訪問教育実施（小学部・中学部）
- 1996年 - 高等部産業科設置
- 1998年 - 高等部訪問教育実施、日野学園分校休校
- 2009年 - 校名を愛媛県立みなら特別支援学校と変更
- 2012年 - 松山城北分校（高等部普通科・産業科）を松山聾学校敷地内に設置